# Pontificia Fonderia Marinelli
La Pontificia Fonderia Marinelli (o Fundición Pontificia Marinelli, Fundición de Campanas Marinelli) es la sucesora de una fundición de campanas que ya funcionaba en Agnone, Italia, en 1040. La fundición de campanas está considerada como la empresa familiar más antigua de Italia y una de las tres empresas familiares más antiguas del mundo.  Además de una fundición de campanas, es una fundición artesanal que produce portales de bronce, bajorrelieves, artefactos para iglesias y restauraciones de campanas.

## Familia Marinelli
La familia Marinelli comenzó la fundición de campanas en 1339  en las colinas de los Apeninos de Italia. El pueblo de Agnone, una pequeña ciudad italiana de 5200 habitantes en la provincia de Isernia en Molise, es donde la fundición se encuentra actualmente. La fundición «tiene una tradición de fundiciones que se remonta a 10 siglos». En 1924, la fundición fue premiada con el “título de fundición pontificia” por la Santa Sede. La Iglesia católica representa ahora el 90 por ciento de todos los pedidos hechos a la compañía.  La compañía es copropietaria y es operada por los hermanos Armando y Pasquale Marinelli. La fundición produce hasta 50 campanas al año y actualmente emplea alrededor de 12 personas.

## Campanas notables

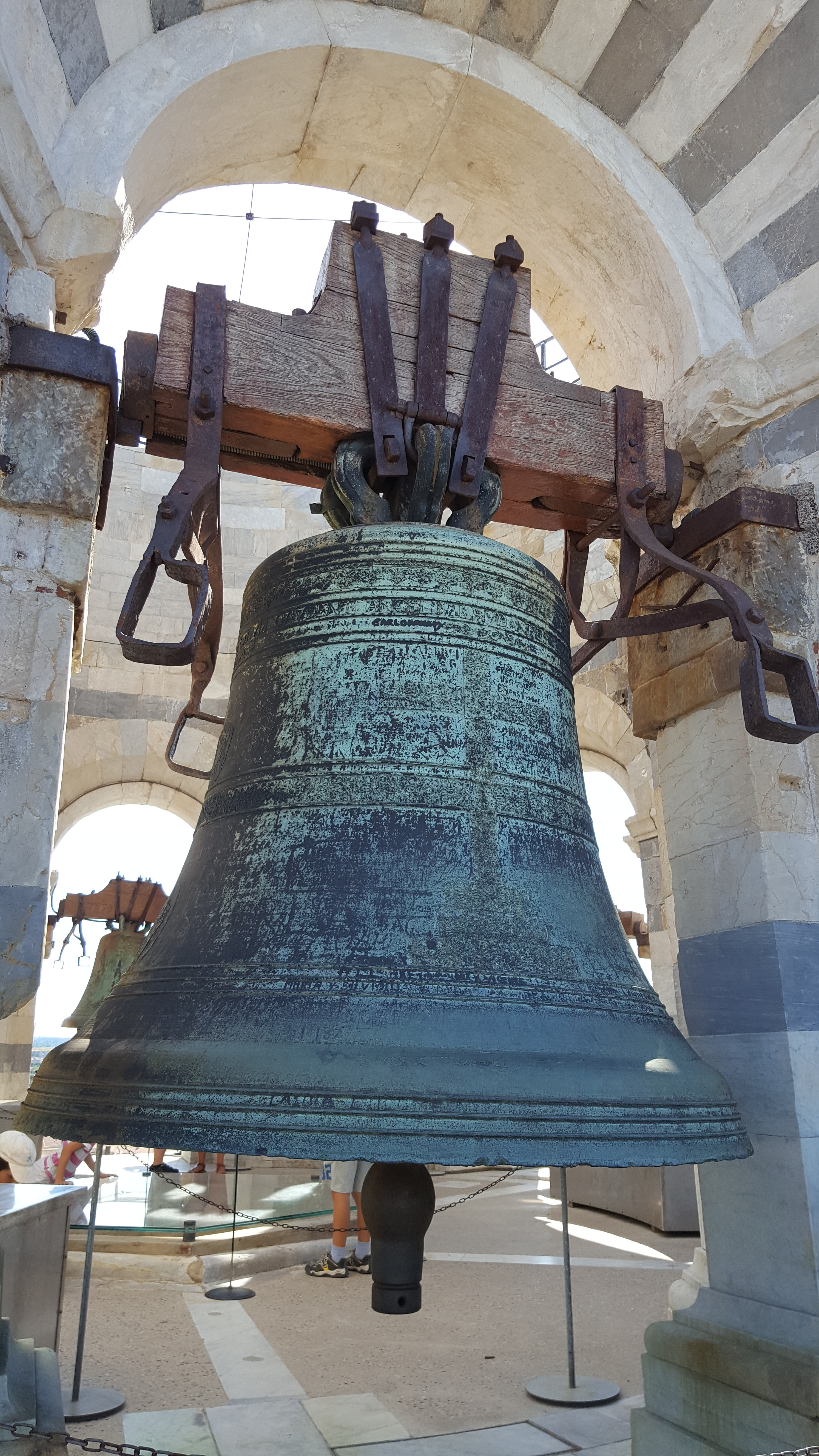
La campana de Marinelli para la Torre de Pisa.

La fundición produjo la última campana para ser colgada en el campanario de la torre de Pisa. La campana es una réplica de 600 kilos de la campana del siglo XVII dañada en 1944 durante los bombardeos a Italia en la Segunda Guerra Mundial. La más nueva adición comenzó a funcionar en la Pascua de 2004, reemplazando la campana que faltaba por primera vez en 60 años.
En 1923, la fundición hizo un juego de campanas para el Santuario de Mariano de Pompeya. La campana de Monte Cassino fue fundida para la iglesia de San Benedetto en 1950, que fue destruida durante la batalla de Monte Cassino. En 1961, la fundición fundió una campana especial para conmemorar el «100 aniversario de la fundación de Italia como país unido». En 1992, una de sus campanas conmemoró el 500 aniversario del descubrimiento de América por Cristóbal Colón. Al Papa Juan Pablo II se le presentó la Campana oficial del Jubileo en 2000 que está colgada en la Plaza de San Pedro. Las campanas de la Pontificia Fonderia Marinelli también se pueden encontrar en la ciudad de Nueva York (Edificio de la Sede de la Organización de las Naciones Unidas), Pekín, Jerusalén, Sudamérica y Corea del Sur.

## Artesanía

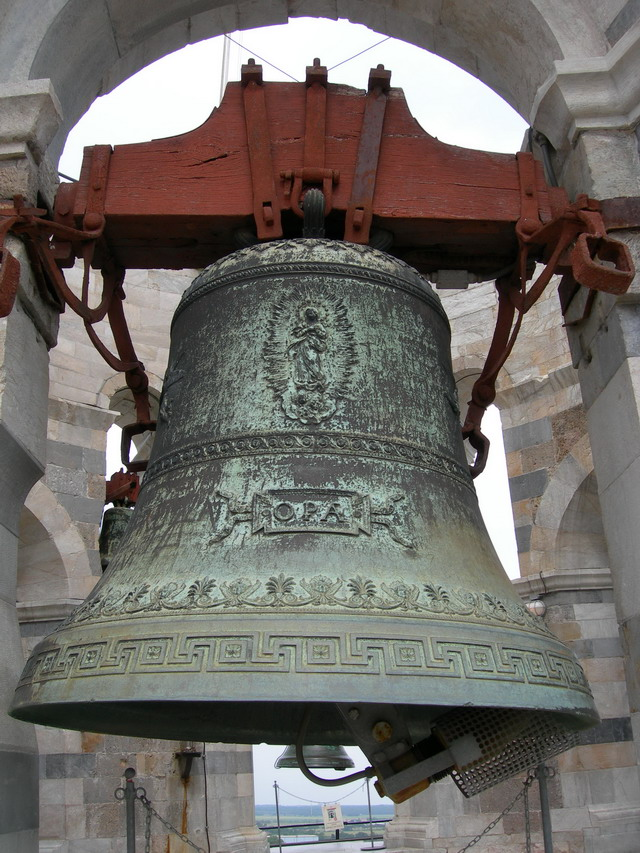
"Crocifisso" campana de la Torre Inclinada de Pisa

Los directivos de la empresa siguen aplicando la misma técnica de fundición a la cera perdida que los fundadores de la empresa utilizaron hace casi mil años. Los artesanos usan la cera para transferir los diseños de la campana a un «núcleo» de ladrillo cubierto de arcilla, ligeramente más pequeño que la campana que se va a fundir. Se aplica otra capa de arcilla para formar una «falsa campana». Después de que esto se endurezca, la cera del interior se derrite, dejando la huella del diseño en el interior de la falsa campana. El bronce fundido, a una temperatura de 1200 grados centígrados, se vierte en el espacio para formar la campana.